# Купол (геологія)

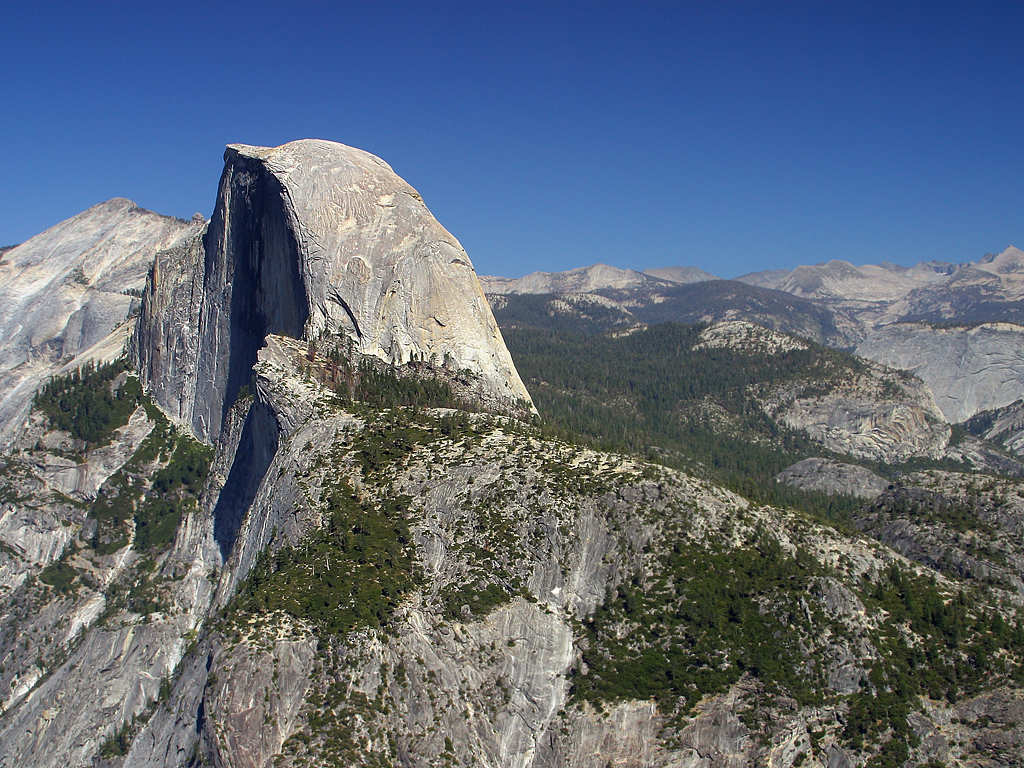
Виточений льодовиком купол Хаф Доум у національному парку Йосеміті, типовий гранітний купол.

У геології, купол — деформаційна формація, що складається з антикліналей, які симетрично знижуються; їх загальний контур на геологічній карті круглий або овальний. Пласти в куполі загнуті угору в центрі; якщо вершина куполу роз'їдена, результатом буде серія концентричних пластів, які стають старішими прогресивно від крію, з найстарішими скелями розташованими в центрі. Багато геологічних куполів дуже великі, щоб оцінити їх розмір з поверхні, і можуть бути видимими тільки на карті.
Геологічний купол — антикліналь ізометричної форми з падінням крил від центра (мал.). Довжина геологічного куполу дорівнює ширині або не перевищує її більш ніж в 2 рази. 
Елементи геологічного куполу: 
- вісь — лінія, що проходить через центр. частину перегинів шарів різного віку,
- ареал — площа структури, обмежена контуром, за яким падіння шарів змінюється на зворотне.

Потужність шарів нерідко меншає до центральної частини структури, а деякі шари повністю виклинюються, створюючи непаралельність поверхонь нашарування (конседиментаційні куполи). 
Геологічний купол -окремий випадок брахіантикліналі і утворюється в платформних або близьких до них умовах - над рифовими масивами, ерозійними виступами фундаменту, лаколітами тощо. Розрізняють також вулканічні, соляні і ґнейсові геологічні куполи. 
- Вулканічні геологічні куполи — екструзивні (екструзивно-експлозивні, екструзивно-ефузивні, екструзивні) утворення з крутими схилами висотою до 800 м; виникли шляхом витискання з вулканічного каналу в'язкої лави.

- Ґнейсові геологічні куполи — ізометричні структури площею перші сотні км² в кристалічному фундаменті. Зустрічаються у всіх комплексах докембрію древніх щитів (Балтійського, Українського, Алданського та інш.). Виникають одночасно з мігматизацією і гранітизацією. Відомі також в фанерозойських утвореннях (Казахстан, Урал, Забайкалля, Молданубська зона Західної Європи, Канадських Кордильєр тощо).

- Соляні геологічні куполи формуються у великих западинах платформ, крайових прогинів, континентальних околиць атлантичного типу внаслідок вияву соляної тектоніки. З соляними геологічними куполами часто пов'язані родовища нафти і газу.